# London Borough of Haringey

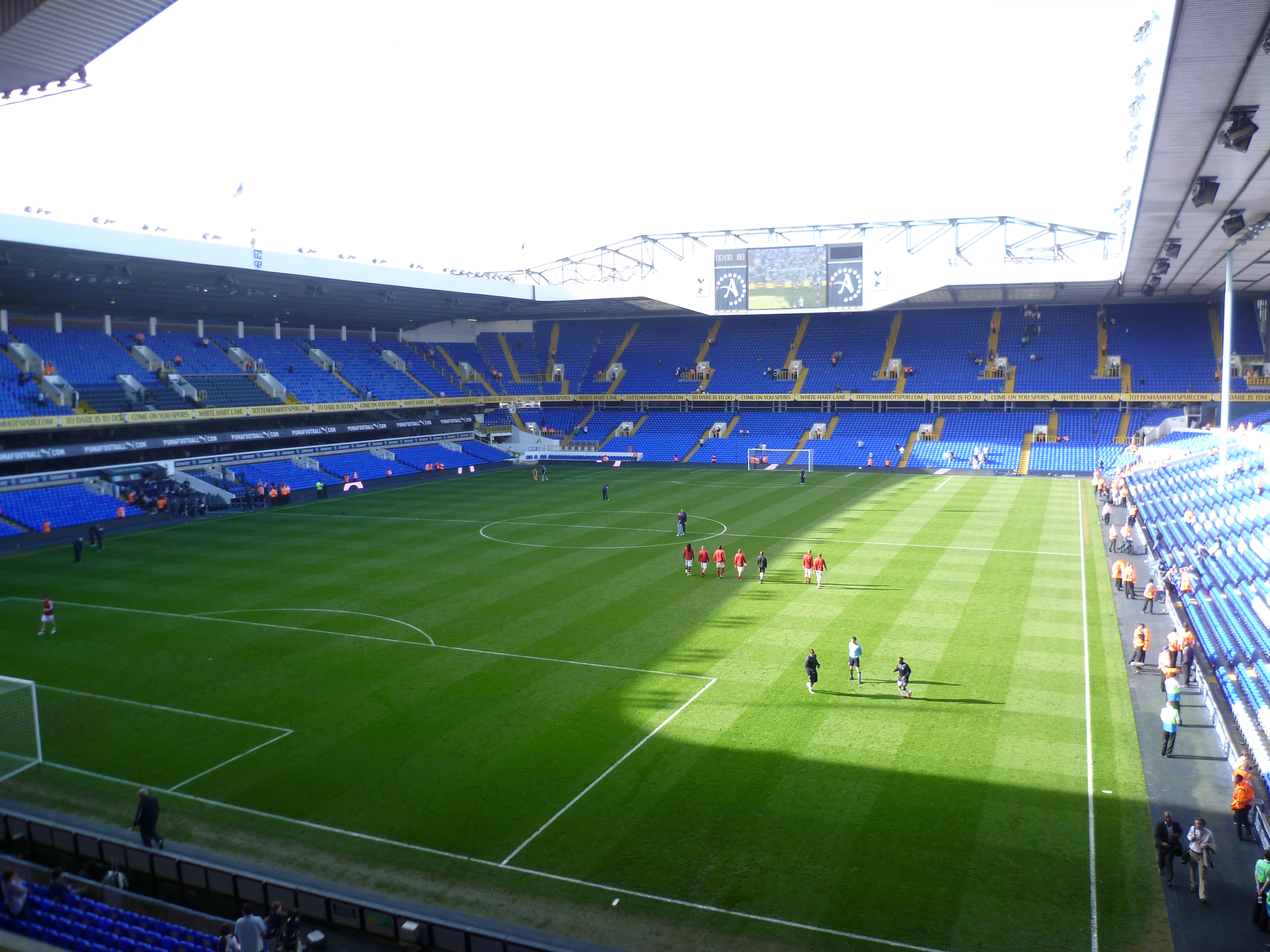
stadion White Hart Lane – Tottenham Hotspur F.C.

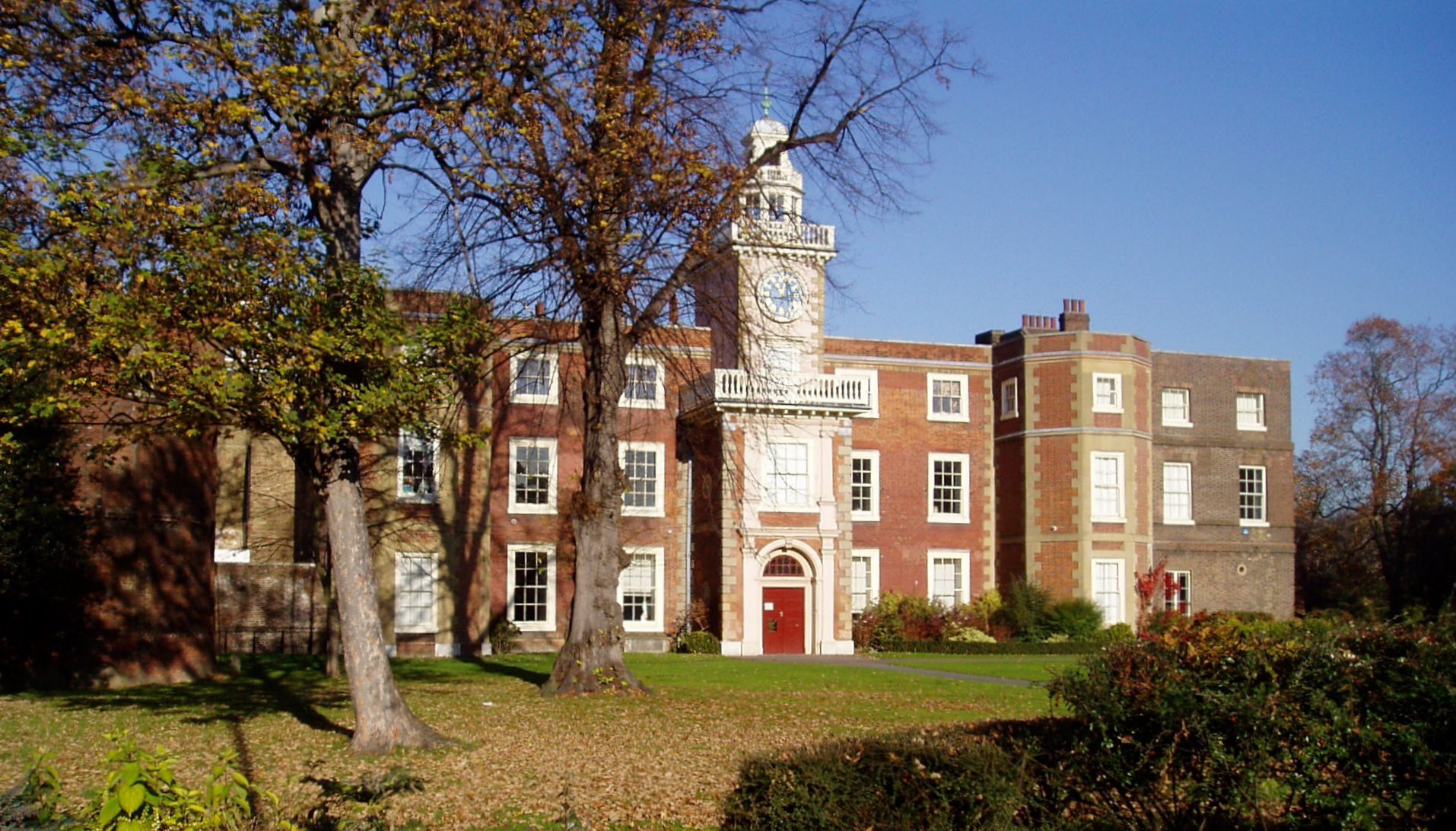
Bruce Castle Museum

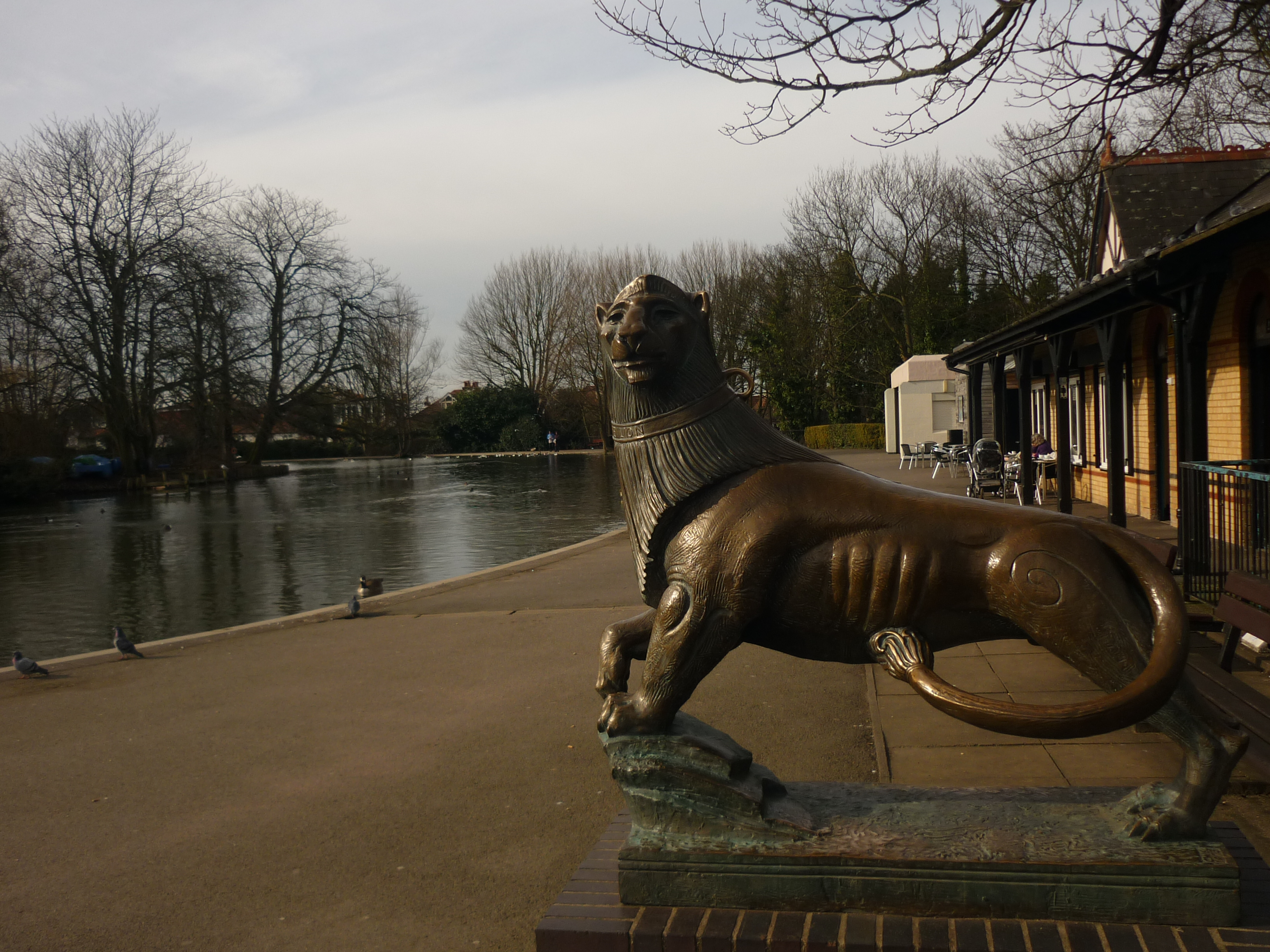
rzeźba "Leo the Lion", Alexandra Park

London Borough of Haringey – jedna z 32 gmin Wielkiego Londynu położona w jego północnej części. Wraz z 19 innymi gminami wchodzi w skład tzw. Londynu Zewnętrznego. Władzę stanowi Rada Gminy Haringey (ang. Haringey Council).

## Historia
Gminę utworzono w 1965 na podstawie ustawy London Government Act 1963 z obszarów Hornsey (ang. Municipal Borough of Hornsey) utworzonego w 1903 roku,  Wood Green (ang. Municipal Borough of Wood Green) utworzonego w 1933 roku i Tottenham (Municipal Borough of Tottenham) utworzonego w 1934 roku.

## Geografia
Gmina Haringey ma powierzchnię 29,59 km², graniczy od wschodu z Waltham Forest,  od zachodu z Barnet, od północy z Enfield, od południa z Camden, Hackney i Islington.
W skład gminy Haringey wchodzą następujące obszary:
| - Bounds Green - Crouch End - Finsbury Park (na granicy z Hackney i Islington) - Harringay - Highgate (na granicy z Camden i Islington) - Hornsey - Manor House - Muswell Hill - Noel Park | - Seven Sisters - South Tottenham - Stroud Green - Tottenham - Tottenham Green - Tottenham Hale - Turnpike Lane - West Green - Wood Green |

Gmina dzieli się na 19 okręgów wyborczych które nie pokrywają się dokładnie z podziałem na obszary, zaś mieszczą się w dwóch rejonach tzw. borough constituencies – Hornsey and Wood Green i Tottenham.
| - Alexandra (Hornsey and Wood Green) - Bounds Green (Hornsey and Wood Green) - Bruce Grove (Tottenham) - Crouch End (Hornsey and Wood Green) - Fortis Green (Hornsey and Wood Green) - Harringay (Tottenham) - Highgate (Hornsey and Wood Green) - Hornsey (Hornsey and Wood Green) - Muswell Hill (Hornsey and Wood Green) - Noel Park (Hornsey and Wood Green) | - Northumberland Park (Tottenham) - Seven Sisters (Tottenham) - St Anns (Tottenham) - Stroud Green (Hornsey and Wood Green) - Tottenham Green (Tottenham) - Tottenham Hale (Tottenham) - West Green (Tottenham) - White Hart Lane (Tottenham) - Woodside (Hornsey and Wood Green) |

## Demografia
W 2011 roku gmina Haringey miała 254 926  mieszkańców.
Podział mieszkańców według grup etnicznych na podstawie spisu powszechnego z 2011 roku:
| - Biali Brytyjczycy: 88 424 (34,7%) - Biali Irlandczycy: 6 997 (2,7%) - Podróżnicy irlandzcy: 370 (0,1%) - Pozostali biali: 58 552 (23,0%) - Mieszani Karaibowie: 4 856 (1,9%) - Mieszani Afrykanie: 2 609 (1,0%) - Mieszani Azjaci: 3 738 (1,5%) - Pozostali mieszani: 5 345 (2,1%) - Hindusi: 5 945 (2,3%) | - Pakistańczycy: 1 920 (0,8%) - Banglijczycy: 4 417 (1,7%) - Chińczycy: 3 744 (1,5%) - Pozostali Azjaci: 8 124 (3,2%) - Czarni Afrykanie: 23 037 (9,0%) - Czarni Karaibowie: 18 087 (7,1%) - Pozostali czarni: 6 706 (2,6%) - Arabowie: 2 229 (0,9%) - Pozostałe grupy etniczne: 9 826 (3,9%) |

Podział mieszkańców według wyznania na podstawie spisu powszechnego z 2011 roku:
- Chrześcijaństwo -  45,0%
- Islam – 14,2%
- Hinduizm – 1,8%
- Buddyzm – 1,1%
- Sikhizm – 0,3%
- Pozostałe religie – 0,5%
- Bez religii – 25,2%
- Nie podana religia – 8,9%

Podział mieszkańców według miejsca urodzenia na podstawie spisu powszechnego z 2011 roku:
| - Wielka Brytania (141 228 – 55,40%) - Polska (10 865 – 4,26%) - Turcja (10 096 – 3,96%) - Jamajka (5 165 – 2,03%) - Irlandia (4 820 – 1,89%) - Ghana (3 500 – 1,37%) - Somalia (3 325 – 1,30%) - Włochy (2 920 – 1,15%) - Nigeria (2 760 – 1,08%) - Indie (2 531 – 0,99%) - Rumunia (2 374 – 0,93%) - Bangladesz (2 264 – 0,89%) - Stany Zjednoczone (1 984 – 0,78%) - Francja (1 931 – 0,76%) | - Niemcy (1 884 – 0,74%) - Australia (1 746 – 0,68%) - Hiszpania (1 703 – 0,67%) - Południowa Afryka (1 553 – 0,61%) - Portugalia (1 504 – 0,59%) - Chiny (1 490 – 0,58%) - Filipiny (1 105 – 0,43%) - Iran (957 – 0,38%) - Litwa (955 – 0,37%) - Pakistan (926 – 0,36%) - Kenia (867 – 0,34%) - Sri Lanka (587 – 0,23%) - Zimbabwe (437 – 0,17%) - pozostali (43 449 – 17,04%) |

## Transport

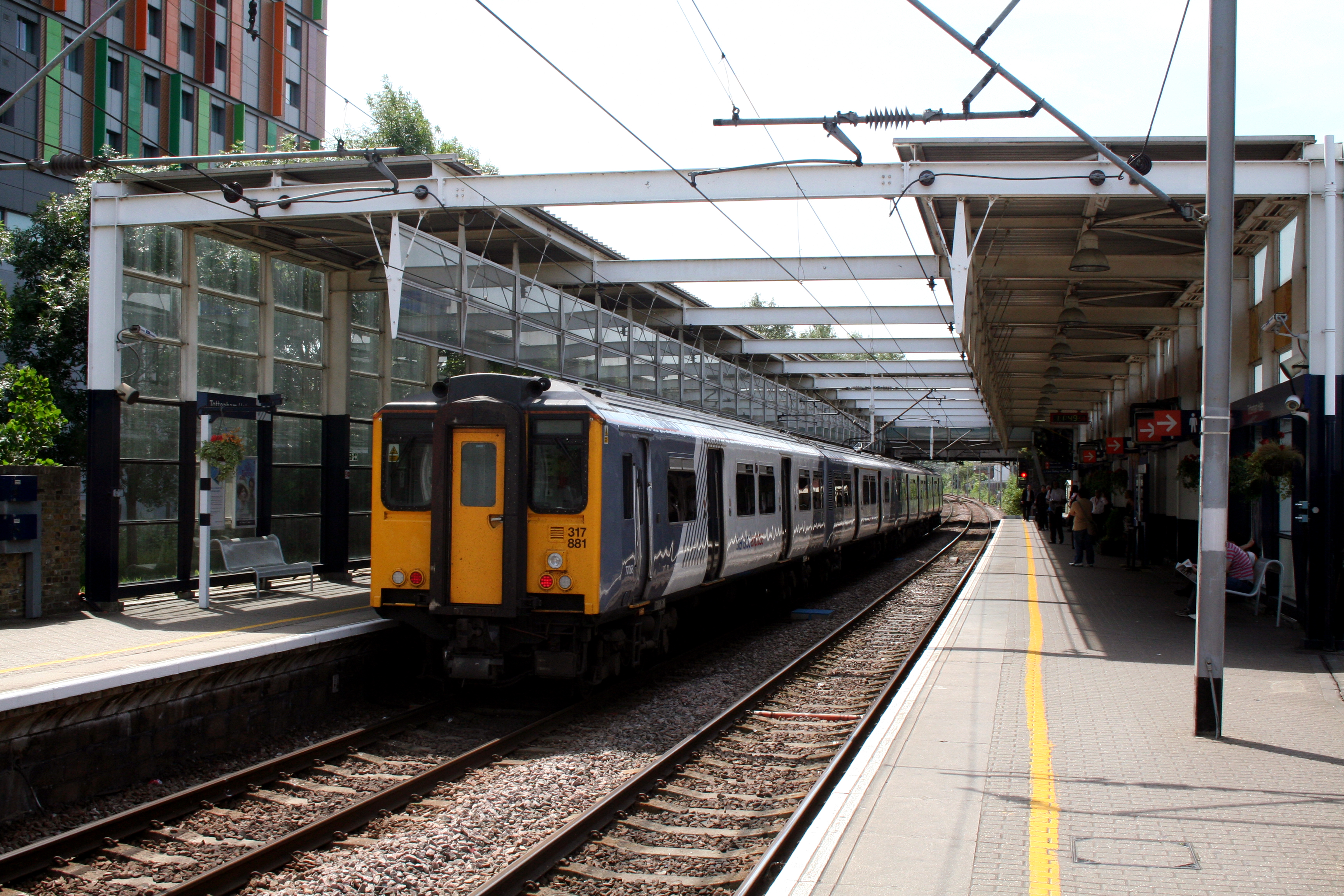
stacja Tottenham Hale

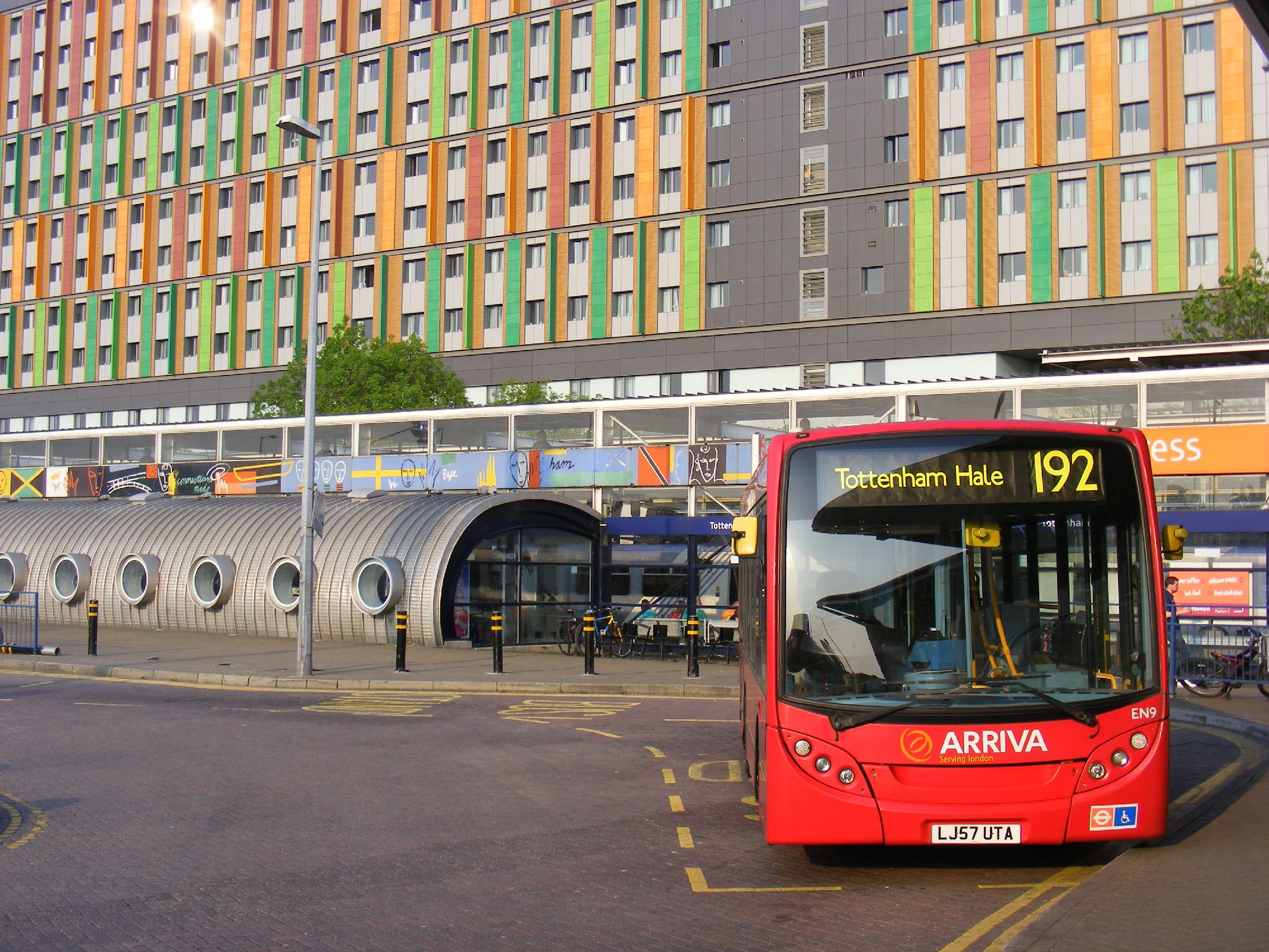
stacja Tottenham Hale

Przez Haringey przebiegają trzy linie metra: Northern Line, Piccadilly line i Victoria Line.
Stacje metra:
- Bounds Green - Piccadilly line
- Finsbury Park (na granicy z Islington) - Piccadilly line i Victoria Line
- Highgate - Northern Line
- Manor House (na granicy z Hackney) - Piccadilly line
- Seven Sisters - Victoria Line
- Tottenham Hale - Victoria Line
- Turnpike Lane - Piccadilly line
- Wood Green - Piccadilly line

Pasażerskie połączenia kolejowe na terenie Haringey obsługują przewoźnicy First Capital Connect, National Express East Anglia oraz London Overground.  
Stacje kolejowe:
- Alexandra Palace
- Bowes Park
- Bruce Grove
- Finsbury Park (na granicy z Islington)
- Harringay
- Hornsey
- Northumberland Park
- Stamford Hill (na granicy z Hackney)
- Seven Sisters
- Tottenham Hale
- White Hart Lane

Stacje London Overground:
- Harringay Green Lanes
- South Tottenham

## Miejsca i muzea
- Alexandra Palace[13]
- Bruce Castle Museum[14]

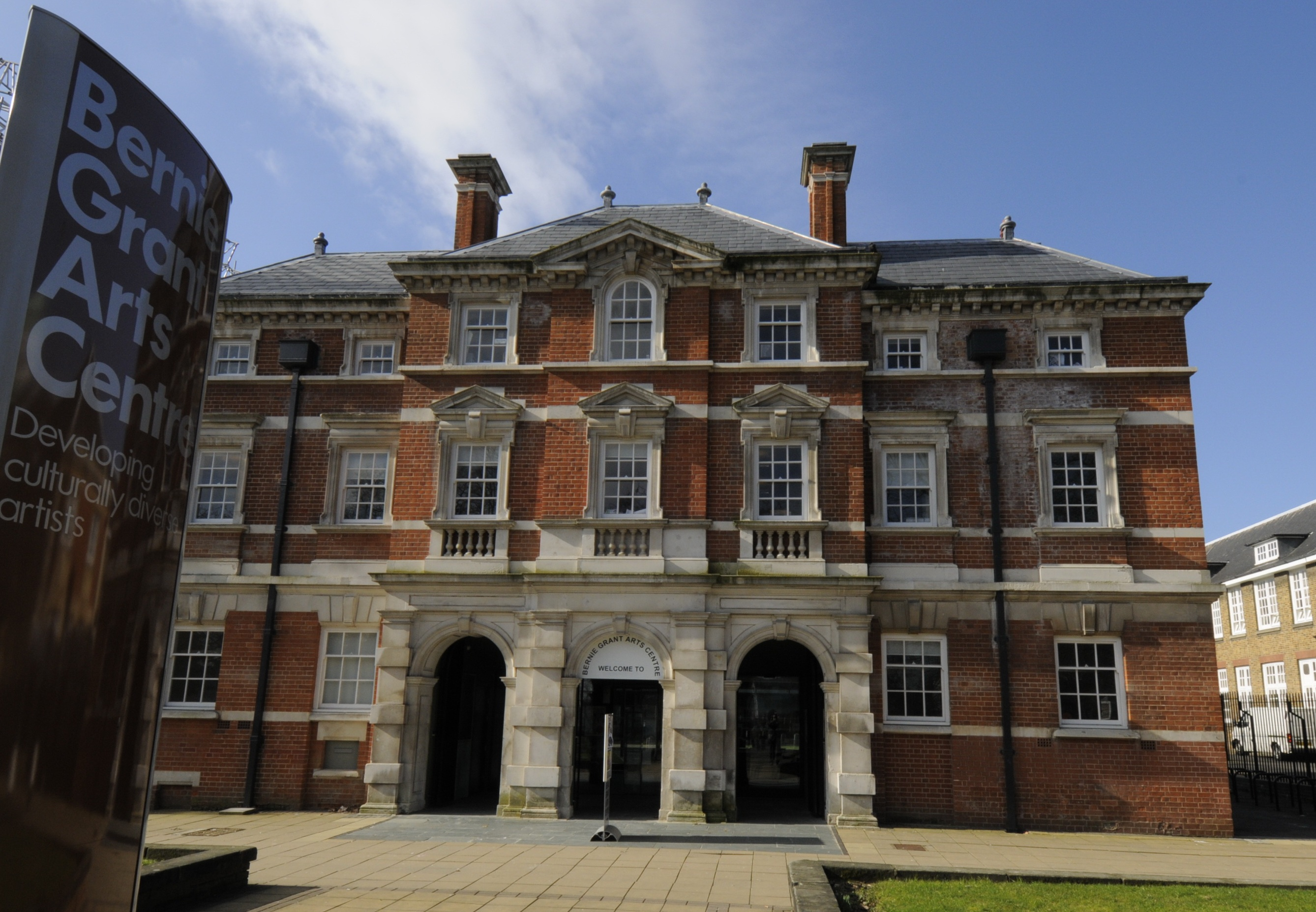
Bernie Grant Arts Centre

- stadion White Hart Lane – siedziba klubu piłkarskiego Tottenham Hotspur F.C.
- Markfield Beam Engine and Museum[15]
- Jacksons Lane Theatre[16]
- North London Performing Arts Centre[17]
- Bernie Grant Arts Centre[18]
- Muswell Hill Golf Club[19]
- Highgate Golf Club[20]

## Edukacja

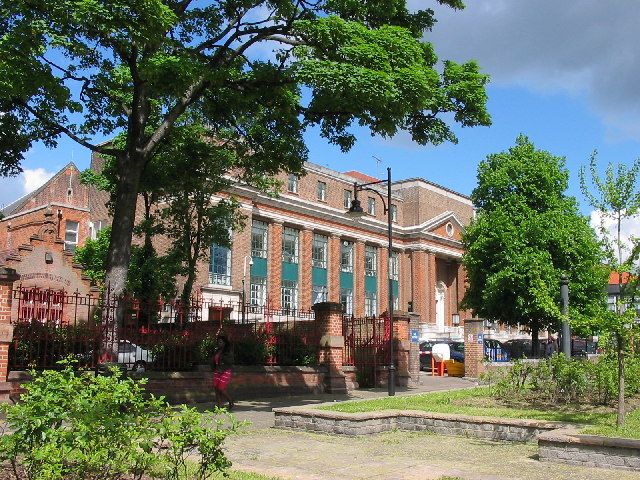
College of Haringey, Enfield and North East London

- College of Haringey, Enfield and North East London (Tottenham Centre)[21]
- Mountview Academy of Theatre Arts[22]
- London College Of Law[23]
- North London College Of Business Studies[24]
- City Of London Business College[25]
- Greig City Academy[26]
- Hornsey Secondary School for Girls[27]
- Highgate Wood School Arts College[28]
- Fortismere Sixth Form[29]
- Alexandra Park Sixth Form[30]
- St Thomas More RC School[31]
- Woodside High School[32]

## Znane osoby
W Haringey  urodzili się m.in. 
- John Lydon - wokalista
- Kate Beckinsale - aktorka
- Don McCullin – fotoreporter
- Adele - wokalistka
- Minnie Driver - aktorka
- Edward Albert Sharpey-Schafer - fizjolog
- Leslie Phillips - aktor
- Sonique - piosenkarka
- Jack Hawkins - aktor
- Peta Toppano - piosenkarka
- Emily Mortimer - aktorka
- Lemar Obika – piosenkarz
- Trevor Peacock - aktor
- Lindsay Cooper – kompozytorka, saksofonistka